# Panteleïmon Golossov
Panteleïmon Aleksandrovitch Golossov (en russe : Пантелеймо́н Алекса́ндрович Го́лосов) (13 juillet 1883 à Moscou - 8 juin 1945 à Moscou) était un architecte constructiviste russe. Il était le frère d'Ilya Golossov.

## Carrière
Golossov est diplômé de l'Université de peinture, de sculpture et d'architecture de Moscou en 1911. À partir de 1918, il enseigne au Svomas puis à la Vkhoutemas et à l'Institut d'architecture de Moscou. Par la suite, il deviendra membre du groupe OSA.

## Quelques réalisations
- 1919 - Il travaille sur un projet de nouvel urbanisme pour la ville de Moscou sous la direction d'Alekseï Chtchoussev et Ivan Joltovski.
- 1923 - Plusieurs pavillons lors de la Foire agricole de toutes les provinces de Russie, Moscou.
- 1924 - Concours pour le pavillon soviétique de l'Exposition internationale des Arts Décoratifs et industriels modernes.
- 1930–1934 - Dessine et construit le siège et les imprimeries du journal la Pravda, Moscou.